# François-Marie Bigex
Pour les articles homonymes, voir Bigex.
François-Marie Bigex, né le 24 septembre 1751 à La Balme-de-Thuy (mandement de Thônes, province de Genevois) et mort le 19 février 1827 à Chambéry, fut un homme d'Église, évêque puis archevêque.

## Biographie
François-Marie Bigex naît le 24 septembre 1751 à La Balme-de-Thuy, dans la province de Genevois.
Il fait ses premières études à Évian, puis son séminaire à Annecy, avant de le poursuivre à Saint-Sulpice à Paris. « En 1782, il fut reçu docteur de la maison de Navarre, et plusieurs évêques français essayèrent de le retenir », mais il est appelé par l'évêque de Genève, Jean-Pierre Biord, qui le fait membre de son chapitre. Il devient ainsi vicaire général du diocèse de Genève. Lors de l'occupation française en 1792, il fuit à Lausanne.
En 1817, le roi le fait nommer évêque de Pignerol (Italie). À la suite de la démission d'Irénée-Yves de Solle, il est ordonné archevêque de Chambéry en 1824 et il y restera jusqu'à sa mort en 1827. Avec cette nomination, il devient l'un des restaurateurs de l'Église dans le duché de Savoie après la période révolutionnaire. Durant son épiscopat, il réintègre les carmélites en 1825, en Savoie.
Il devient membre effectif de l'Académie de Savoie, le 7 juillet 1822.

## Ouvrage
- Le missionnaire catholique ou instructions familières sur la religion, 1796, 344 pages (considéré comme un bréviaire de la résistance spirituelle).

## Succession apostolique
François-Marie Bigex a ordonné les évêques suivants :
- Évêque Pierre-Joseph Rey (1824)
- Archevêque Antoine Martinet (1826)
- Cardinal Alexis Billiet (1826)